# 경영판단의 원칙
경영판단의 원칙(經營判斷의 原則, Business Judgment Rule)이란 회사의 이사나 임원들이 선의로 선량한 관리자의 주의를 다하고 그 권한 내의 행위를 하였다면 그 행위로 인하여 비록 회사에 손해를 끼쳤다고 하더라도 회사에 대해 그 개인적인 책임을 부담하지 않는다는 이론을 말한다. 이는 횡령죄와 관련해 미국의 판례법에서 발달한 이론이다. 한국에서는 배임죄와 더 연관이 있다. 미국은 한국의 배임죄가 없고 횡령죄로 처벌한다.

## 사례
- A회사는 쇼핑몰을 운영하는 회사인데 불황과 심한 경쟁으로 수익성이 갈수록 악화되고 있었다. B회사의 소유주 甲은 A의 사장 乙에게 프리미엄을 붙여 A사의 주식을 인수하여 A가 B로 합병되는 현금합병을 제안하였다. 乙은 A의 미래가 걱정된 나머지 선의로 합병에 동의하였고 A의 이사회에 합병안을 제시한 후 이를 승인해 주도록 촉구하였다. 이사회는 현재 시장 주식 가격과 제시된 가격의 차이에 대해 논하거나 회사 가치 평가도 실시하지 않고 주주총회에 즉시 이 합병안을 넘기도록 결의했다. 합병완료 후, B는 A운영 몰의 대부분 점포를 폐쇄했고 A의 토지를 공단 개발자들에게 팔아 큰 이익을 얻었다. 이 경우  乙은 경영판단의 원칙을 들어 A회사에 이익이 되는 쪽으로 합리적으로 행동하였다고 주장할 수 있다[1]

## 미국

### 판단기준
Grobow v. Perot, 539 A.2d 180 (Del. 1988) 판례에서 경영판단의 원칙의 가이드라인이 제시되었다.
- 신의칙에 따른 행위일 것
- 회사의 최고의 이익에 따른 행위일 것
- 알려진 근거에 의한 행위일 것
- 쓸모없지 않을 것
- 개인적 이익이 개입하지 않았을 것

## 프랑스
프랑스도 90년대 대법원의 판결에 의해서 경영과 관련해 계열사에 대한 지원행위를 폭넓게 인정하고 있다. 유럽연합 국가들은 대부분 그룹경영의 실체를 인정하고 긴박한 상황에서의 부실 계열사 지원행위에 대해 면죄부를 넓게 인정하고 있다.

## 독일
독일 연방 대법원은 1997년과 2011년에 배임죄로 기소된 기업인에 대해 무죄를 선고했다. 보험사 아락(ARAG) 대표는 매출이 증가하면서 신규 사업에 투자했다가 손실이 났다. 그는 회사에 손실을 입힌 혐의로 배임죄로 기소됐다. 하지만 독일 연방 대법원은 아락 대표에게 무죄판결을 내렸다. 경영자의 경영행위 자율성을 최대한 존중해 주었다.

## 대한민국
한국 상법에는 경영판단의 원칙에 대한 명문규정이 없다. 단 대한보증보험의 전 대표 A씨는 한세산업 등 8개 업체에 약 140억원을 지급보증 했다가 업무상 배임 혐의로 기소된 사건에서 대법원은 ‘개인적인 이익을 취할 의도 없이 기업의 이익에 합치된다는 믿음을 가지고 내린 결정 때문에 발생한 손해에 대해서까지 형사책임을 묻는다면 죄형법정주의의 원칙에 위배될 뿐만 아니라 기업가 정신을 위축시키는 결과를 낳는다'며 경영판단의 원칙을 인정하였다

### 판례
- 이사가 임무를 수행함에 있어서 법령을 위반한 행위를 한 때에는 그 행위 자체가 회사에 대하여 채무불이행에 해당하므로, 그로 인하여 회사에 손해가 발생한 이상 손해배상책임을 면할 수 없고, 위와 같은 법령을 위반한 행위에 대하여는 이사가 임무를 수행함에 있어서 선량한 관리자의 주의의무를 위반하여 임무해태로 인한 손해배상책임이 문제되는 경우에 고려될 수 있는 경영판단의 원칙은 적용될 여지가 없다[5]
- 회사의 이사가 회사의 경영상의 부담에도 불구하고 관계회사의 부도 등을 방지하는 것이 회사의 신인도를 유지하고 회사의 영업에 이익이 될 것이라는 일반적 ‧ 추상적인기대 하에 일방적으로 관계회사에 자금을 지원하게 하여 회사에 손해를 입게 한 경우 등에는, 그와 같은 이사의 행위는 허용되는 경영판단의 재량범위 내에 있는 것이라고 할 수 없다[6]
- 기업회계기준에 의할 경우 회사의 당해 사업연도에 당기순손실이 발생하고 배당가능한 이익이 없는데도, 당기순이익이 발생하고 배당가능한 이익이 있는 것처럼 재무제표가 분식되어 이를 기초로 주주에 대한 이익배당금의 지급과 법인세의 납부가 이루어진 경우에는, 특별한 사정이 없는 한 회사는 그 분식회계로 말미암아 지출하지 않아도 될 주주에 대한 이익배당금과 법인세 납부액 상당을 지출하게 되는 손해를 입게 되었다고 봄이 상당하고, 상법상 재무제표를 승인받기 위해서 이사회결의 및 주주총회결의 등의 절차를 거쳐야 한다는 사정만으로는 재무제표의 분식회계 행위와 회사가 입은 위와 같은 손해 사이에 인과관계가 단절된다고 할 수 없다[7].

### 경영판단의 원칙을 적용하여 판단한 특경 배임 사건
1. 2013도7360*
2. 2013도6826
3. 2013도5214*
4. 2011도5337
5. 2012도15585
6. 2012도10629*
7. 2009도7435
8. 2012도1283
9. 2010도15129*
10. 2011도15052*
11. 2011도12041*
12. 2011도8109
13. 경영상 판단과 관련하여 경영자에게 배임의 고의와 불법이득의 의사가 있었는지를 판단할 때에도, 문제된 경영상의 판단에 이르게 된 경위와 동기, 판단 대상인 사업의 내용, 기업이 처한 경제적 상황, 손실 발생과 이익 획득의 개연성 등의 여러 사정을 고려할 때 자기 또는 제3자가 재산상 이익을 취득한다는 인식과 본인에게 손해를 가한다는 인식하의 의도적 행위임이 인정되는 경우에 한하여 배임죄의 고의를 인정하여야 하고, 그러한 인식이 없는데도 본인에게 손해가 발생하였다는 결과만으로 책임을 묻거나 단순히 주의의무를 소홀히 한 과실이 있다는 이유로 책임을 물어서는 안 된다. 그러나 한편 경영자의 경영상 판단에 관한 위와 같은 사정을 모두 고려하더라도 법령의 규정, 계약 내용 또는 신의성실의 원칙상 구체적 상황과 자신의 역할·지위에서 당연히 하여야 할 것으로 기대되는 행위를 하지 않거나 하지 않아야 할 것으로 기대되는 행위를 함으로써 재산상 이익을 취득하거나 제3자로 하여금 이를 취득하게 하고 본인에게 손해를 가하였다면 그에 관한 고의 내지 불법이득의 의사는 인정된다[8]
14. 2010도7546*
15. 2008도5399
16. 2009도9144
17. 2009도1149*
18. 2010도387*
19. 2009도13868*
20. 2007도10415*
21. 2008도11036
22. 2007도541
23. 2008도4910*
24. 2007도4949
25. 2008도522*
26. 2005도7911
27. 2005도4640
28. 2007도5987*
29. 2007도6075*
30. 2007도1373
31. 2004도5742
32. 2004도1632*
33. 2004도5167
34. 2004도4234
35. 2005도856
36. 2002도3131
37. 2002도4229*
38. 2004도520
39. 2003도3516
40. 99도2781
41. 99도4923
42. 99도1141

- 2002도4229판결을 인용해 구체적으로 경영판단의 원칙을 적용한 사건

## 참고 문헌
- 서울경제 "기업가 적극적 경영활동 존중해야" 홍석범 김&장 변호사
- 재계, 배임죄 촉각 "'경영판단 원칙' 상법상 명문화 해야
- LBO과정에서의 담보제공과 형사상 업무상배임죄 성부-법률신문[깨진 링크(과거 내용 찾기)]
- 대법원 판례상 경영판단의 원칙에 관한 소고* 권재열 보관됨 2014-07-14 - 웨이백 머신
- 김화진*∙이수연, 이사의 책임과 경영판단의 원칙: 디즈니 판결 보관됨 2014-07-14 - 웨이백 머신
- 진홍기, 경영판단의 원칙, 고시계사, 2010.

## 같이 보기
- 충실의무
- 선관주의 의무
- 이사의 의무